# IGFL2
IGFL2 (англ. IGF like family member 2) – білок, який кодується однойменним геном, розташованим у людей на довгому плечі 19-ї хромосоми. Довжина поліпептидного ланцюга білка становить 119 амінокислот, а молекулярна маса — 13 248.
| 10         |  | 20         |  | 30         |  | 40         |  | 50         |
| ---------- |  | ---------- |  | ---------- |  | ---------- |  | ---------- |
| MVPRIFAPAY |  | VSVCLLLLCP |  | REVIAPAGSE |  | PWLCQPAPRC |  | GDKIYNPLEQ |
| CCYNDAIVSL |  | SETRQCGPPC |  | TFWPCFELCC |  | LDSFGLTNDF |  | VVKLKVQGVN |
| SQCHSSPISS |  | KCESRRRFP  |  |            |  |            |  |            |

A: Аланін

C: Цистеїн

D: Аспарагінова кислота

E: Глутамінова кислота

F: Фенілаланін

G: Гліцин

H: Гістидин

I: Ізолейцин

K: Лізин

L: Лейцин

M: Метіонін

N: Аспарагін

P: Пролін

Q: Глутамін

R: Аргінін

S: Серин

T: Треонін

V: Валін

W: Триптофан

Задіяний у такому біологічному процесі, як альтернативний сплайсинг. 
Секретований назовні.